# الکس ایوانف
الکس ایوانف (انگلیسی: Alex Ivanov؛ زادهٔ ۷ ژوئیهٔ ۱۹۹۲) بازیکن فوتبال اهل ایالات متحده آمریکا است.